# Míssil superfície-ar

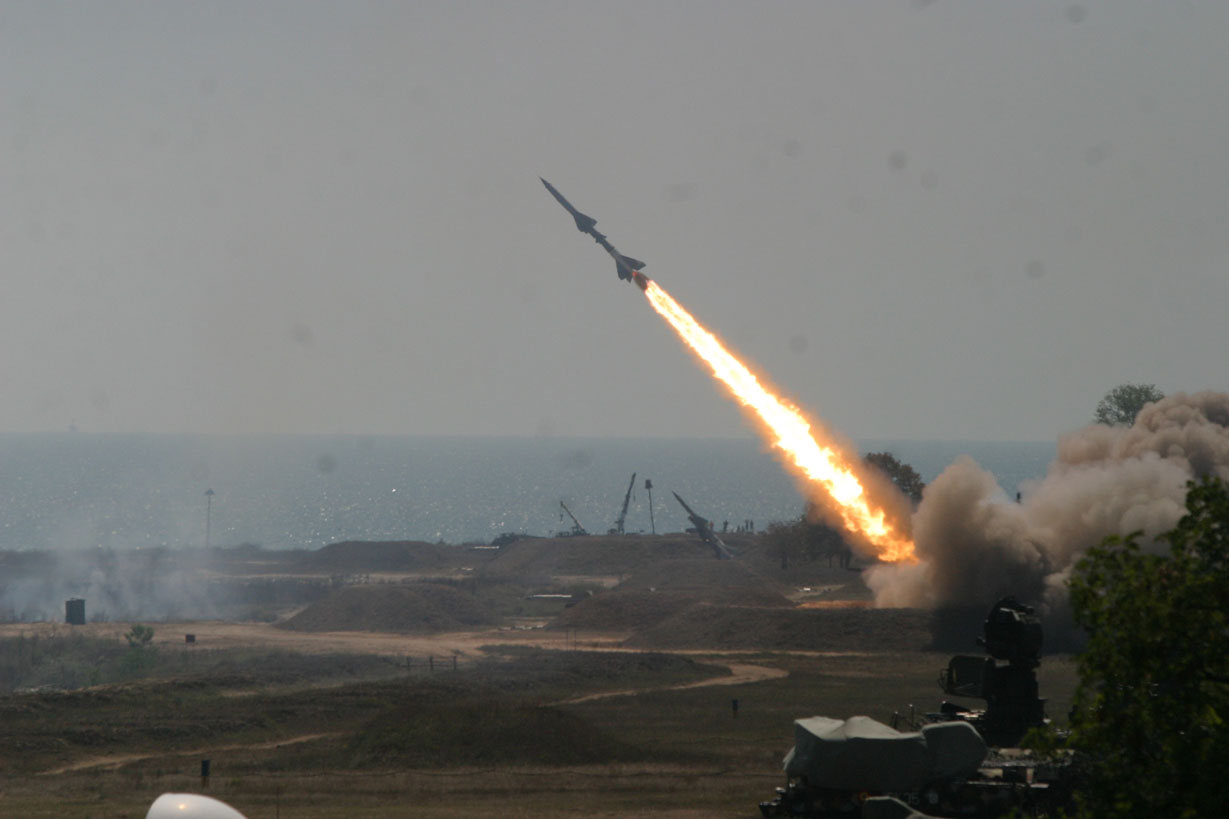
Um míssil S-75 Dvina sendo disparado na Romênia.

Um míssil superfície-ar ou SAM (do inglês surface to air missile) é um míssil que foi projetado para ser lançado a partir de plataformas de superfície para atingir aeronaves. As suas versões lançadas a partir de terra também são conhecidas como "míssil terra-ar" ou "míssil solo-ar". É um tipo de sistema antiaéreo. Os SAM podem ser lançados de plataformas de superfície fixas ou móveis. O SAM pode ser carregado e lançado por uma única pessoa.
Estes mísseis podem, em alguns casos, ser utilizados como mísseis superfície-superfície, ganhando o nome SASS (míssil Superfície-Ar em modo Superfície-Superfície).

## Tipos de mísseis superfície-ar
- FIM-92 Stinger
- AN/TWQ-1 Avenger
- THAAD
- MIM-104 Patriot
- NASAMS
- Iron Dome
- Barak 8
- SPYDER
- Arrow
- 9K38 Igla
- Pantsir-S1
- S-300
- S-400
- S-500
- RBS-70